# Список 25 лідерів плей-оф НБА за передачами за всю історію ліги

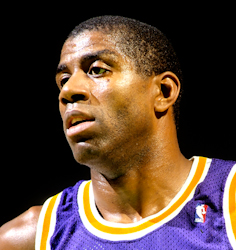
Меджик Джонсон — лідер плей-оф НБА за передачами за всю історію ліги

Цей список містить 25 гравців, які зробили найбільшу кількість передач у матчах плей-оф Національної баскетбольної асоціації за кар'єру. Повний список лідерів у цій номінації опублікований на сайті basketball-reference.com.
У баскетболі «передача» — один з найважливіших і технічно найскладніших елементів, найголовніший елемент у грі розігруючого захисника. Уміння ж правильно й точно передати м'яч — це основа чіткої, цілеспрямованої взаємодії баскетболістів в грі. Результативна передача — пас на гравця, який згодом вразив кільце суперника, її враховують у фінальному протоколі матчу. В НБА найкращим гравцем за передачами вважається гравець з найбільшим середнім показником за ними за гру. Цю номінацію стали вестися з першого сезону НБА.
Лише один баскетболіст на сьогодні зробив понад 2000 передач, 2 гравці подолали рубіж у 1500 асистів і 11 осіб мають в своєму активі більш як 1000 передач.
Єдиним гравцем, який подолав позначку у 2000 передач, є Меджик Джонсон, який домігся цього результату в плей-оф 1990 року, після чого завершив кар'єру після закінчення плей-оф 1996 року, встановивши досі неперевершений рекорд у 2346 балів. У плей-оф 1998 року рубіж у 1500 передач подолав Джон Стоктон, який завершив свої виступи в НБА через п'ять років з результатом у 1839 асистів. Інші баскетболісти набагато відстають навіть від нього. На третьому місці йде Леброн Джеймс, що нині продовжує кар'єру, який зробив станом на закінчення плей-оф 2017 року 1439 передач.
Лідером за середнім показником за гру на сьогодні також є Меджик Джонсон, який після закінчення кар'єри має в своєму активі результат у 12,3 передачі в середньому за гру. Друге місце за цим показником займає Джон Стоктон, який за підсумками своїх виступів робив по 10,1 передачі в середньому за гру. На третьому місці йде Джон Волл, що продовжує свою кар'єру, показник якого на нині становить 9,5 передачі в середньому за гру.
У цей список входять п'ять чинних баскетболістів, найрезультативнішим з яких є Леброн Джеймс.

## Легенда до списку
| Поз.    | ЛФ             | ВФ             | РЗ                     | АЗ                    | Ц         | Прим.      |
| Позиція | Легкий форвард | Важкий форвард | Розігру- ючий захисник | Атакувальний захисник | Центровий | Примі- тки |

| ^ | Відмічені гравці, які виступають в НБА дотепер                              |
| * | Обрані в Баскетбольну Залу слави                                            |
|   | Нещодавно завершив кар'єру, але поки що його не обрали в залу слави         |
|   | Завершив кар'єру понад 10 років тому, але його так і не обрали в залу слави |

## Список
Станом на 28 травня 2017 року
| Місце  | Гравець         | Фото                      | Поз.   | Рік народження | Клуби (роки) | Загалом передач | Ігор зіграно | Передач за гру | Зала слави | Прим.         |
| ------ | --------------- | ------------------------- | ------ | -------------- | --- | --------------- | ------------ | -------------- | ---------- | ------------- |
| 1      | Меджик Джонсон* |                           | РЗ     | 1959           | Лос-Анджелес Лейкерс (1980—1991, 1996) | 2346            | 190          | 12,3           | 2002       | [ 8 ] [ 9 ]   |
| 2      | Джон Стоктон*   |                           | РЗ     | 1962           | Юта Джаз (1985—2003) | 1839            | 182          | 10,1           | 2009       | [ 10 ] [ 11 ] |
| 3      | Леброн Джеймс^  |                           | ЛФ/ ТФ | 1984           | Клівленд Кавальєрс (2006—2010, 2015—2017) Маямі Гіт (2011—2014) | 1439            | 212          | 6,8            | —          | [ 12 ] [ 13 ] |
| 4      | Джейсон Кідд    |                           | РЗ     | 1973           | Фінікс Санз (1997—2001) Нью-Джерсі Нетс (2002—2007) Даллас Маверікс (2008—2012) Нью-Йорк Нікс (2013)                                                                 | 1263            | 158          | 8,0            | —          | [ 14 ] [ 15 ] |
| 5      | Тоні Паркер^    |                           | РЗ     | 1982           | Сан-Антоніо Сперс (2002—2017) | 1137            | 221          | 5,1            | —          | [ 16 ] [ 17 ] |
| 6      | Ларрі Берд*     |                           | ЛФ/ ТФ | 1956           | Бостон Селтікс (1980—1988, 1990—1992) | 1062            | 164          | 6,5            | 1998       | [ 18 ] [ 19 ] |
| 7      | Стів Неш        |                           | РЗ     | 1974           | Фінікс Санз (1997—1998, 2005—2008, 2010) Даллас Маверікс (2001—2004) Лос-Анджелес Лейкерс (2013)                                                                     | 1061            | 120          | 8,8            | —          | [ 20 ] [ 21 ] |
| 8      | Скотті Піппен*  |                           | ЛФ     | 1965           | Чикаго Буллз (1988—1998) Х'юстон Рокетс (1999) Портленд Трейл-Блейзерс (2000—2003)                                                                                   | 1048            | 208          | 5,0            | 2010       | [ 22 ] [ 23 ] |
| 9      | Кобі Браянт     |                           | АЗ     | 1978           | Лос-Анджелес Лейкерс (1997—2004, 2006—2012) | 1040            | 220          | 4,7            | —          | [ 24 ] [ 25 ] |
| 10     | Майкл Джордан*  | Файл:Michael Йорданія.jpg | АЗ     | 1963           | Чикаго Буллз (1985—1993, 1995—1998) | 1022            | 179          | 5,7            | 2009       | [ 26 ] [ 27 ] |
| 11     | Денніс Джонсон* |                           | РЗ/ АЗ | 1954 — 2007    | Сіетл Суперсонікс (1978—1980) Фінікс Санз (1981—1983) Бостон Селтікс (1984—1990)                                                                                     | 1006            | 180          | 5,6            | 2010       | [ 28 ] [ 29 ] |
| 12     | Айзея Томас*    |                           | РЗ     | 1961           | Детройт Пістонс (1984—1992) | 987             | 111          | 8,9            | 2000       | [ 30 ] [ 31 ] |
| 13     | Джеррі Вест*    |                           | РЗ/ АЗ | 1938           | Лос-Анджелес Лейкерс (1961—1970, 1972—1974) | 970             | 153          | 6,3            | 1980       | [ 32 ] [ 33 ] |
| 14     | Боб Коузі*      |                           | РЗ     | 1928           | Бостон Селтікс (1951—1963) | 937             | 109          | 8,6            | 1971       | [ 34 ] [ 35 ] |
| 15     | Кевін Джонсон   |                           | РЗ     | 1966           | Фінікс Санз (1989—1998, 2000) | 935             | 105          | 8,9            | —          | [ 36 ] [ 37 ] |
| 16     | Моріс Чікс      |                           | РЗ     | 1956           | Філадельфія-76 (1979—1987, 1989) Нью-Йорк Нікс (1990—1991) Нью-Джерсі Нетс (1993)                                                                                    | 922             | 133          | 6,9            | —          | [ 38 ] [ 39 ] |
| 17     | Марк Джексон    |                           | РЗ     | 1965           | Нью-Йорк Нікс (1988—1992, 2001) Лос-Анджелес Кліпперс (1993) Індіана Пейсерс (1995—1996, 1998—2000) Денвер Наггетс (1996—1997) Юта Джаз (2003) Х'юстон Рокетс (2004) | 905             | 131          | 6,9            | —          | [ 40 ] [ 41 ] |
| 18     | Клайд Дрекслер* |                           | АЗ/ ЛФ | 1962           | Портленд Трейл-Блейзерс (1984—1994) Х'юстон Рокетс (1995—1998) | 891             | 145          | 6,1            | 2004       | [ 42 ] [ 43 ] |
| 19     | Реджон Рондо^   |                           | РЗ     | 1986           | Бостон Селтікс (2008—2012) Даллас Маверікс (2015) Чикаго Буллз (2017)                                                                                                | 871             | 96           | 9,1            | —          | [ 44 ] [ 45 ] |
| 20     | Двейн Вейд^     |                           | АЗ/ РЗ | 1982           | Маямі Гіт (2004—2007, 2009—2014, 2016) Чикаго Буллз (2017) | 852             | 172          | 5,0            | —          | [ 46 ] [ 47 ] |
| 21     | Чонсі Біллапс   |                           | РЗ/ АЗ | 1976           | Міннесота Тімбервулвз (2001—2002) Детройт Пістонс (2003—2008) Денвер Наггетс (2009—2010) Нью-Йорк Нікс (2011) Лос-Анджелес Кліпперс (2013)                           | 831             | 146          | 5,7            | —          | [ 48 ] [ 49 ] |
| 22     | Джон Хавлічек*  |                           | ЛФ/ АЗ | 1940           | Бостон Селтікс (1963—1969, 1972—1977) | 825             | 172          | 4,8            | 1984       | [ 50 ] [ 51 ] |
| 23-(T) | Гері Пейтон*    |                           | РЗ     | 1968           | Сіетл Суперсонікс (1991—1998, 2000, 2002) Мілвокі Бакс (2003) Лос-Анджелес Лейкерс (2004) Бостон Селтікс (2005) Маямі Гіт (2006—2007)                                | 811             | 154          | 5,3            | 2013       | [ 52 ] [ 53 ] |
| 23-(T) | Ману Джинобілі^ |                           | АЗ     | 1977           | Сан-Антоніо Сперс (2003—2008, 2010—2017) | 811             | 213          | 3,8            | —          | [ 54 ] [ 55 ] |
| 25     | Білл Расселл*   |                           | Ц      | 1934           | Бостон Селтікс (1957—1969) | 770             | 165          | 4,7            | 1975       | [ 56 ] [ 57 ] |